# Antona erythromelas
Antona erythromelas là một loài bướm đêm thuộc phân họ Arctiinae, họ Erebidae.